# Andén 0
Andén 0 es la red de centros de interpretación del metro de Madrid. Consta de dos sedes principales que funcionan como museos: la Nave de motores de Pacífico y la antigua estación de Chamberí, además de espacios expositivos en las estaciones de Chamartín, Pacífico, Ópera y Carpetana.
El objetivo de Andén 0 es proporcionar información sobre la historia del metro de Madrid y de los aspectos de la historia de la ciudad de Madrid relacionados con el metro. Abarca todo el periodo de existencia del metropolitano madrileño, desde sus inicios a principios del siglo XX, cuando la aparición del nuevo medio de transporte modificó radicalmente la relación entre el centro de la ciudad y lo que entonces era la periferia (la nave de motores construida en la década de 1920, lo fue en una zona entonces escasamente poblada), hasta la actualidad, cuando el metro no solo articula el municipio de Madrid, sino también los municipios limítrofes.

## Historia

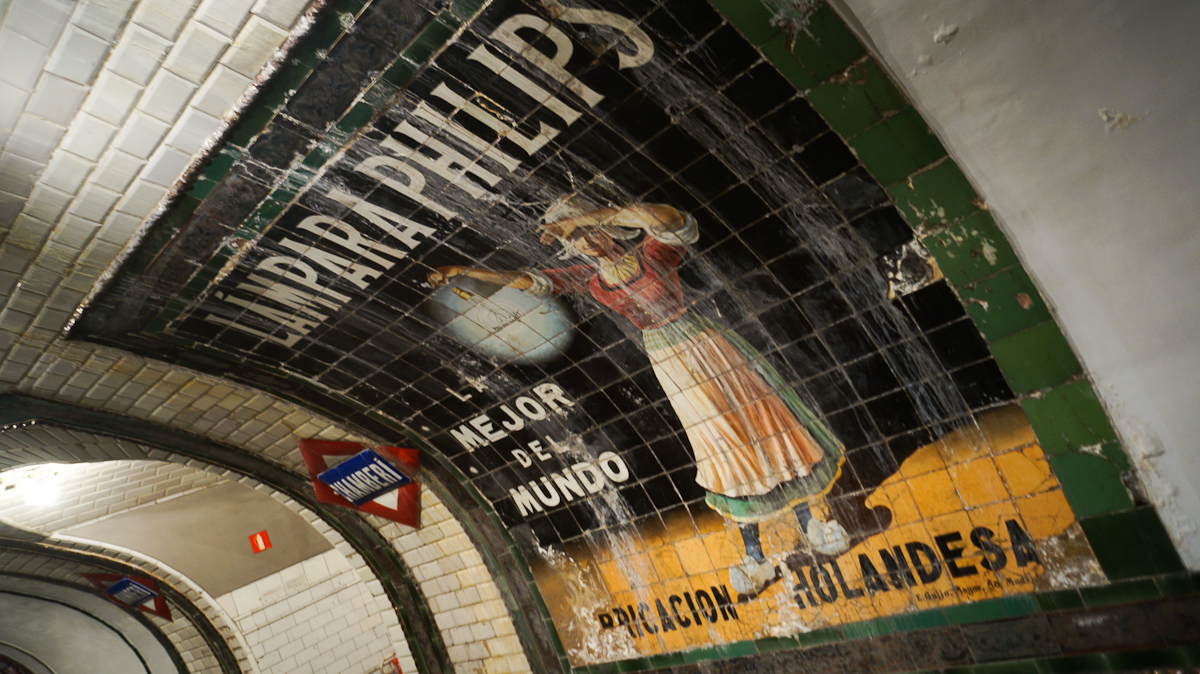
Antigua estación de Chamberí

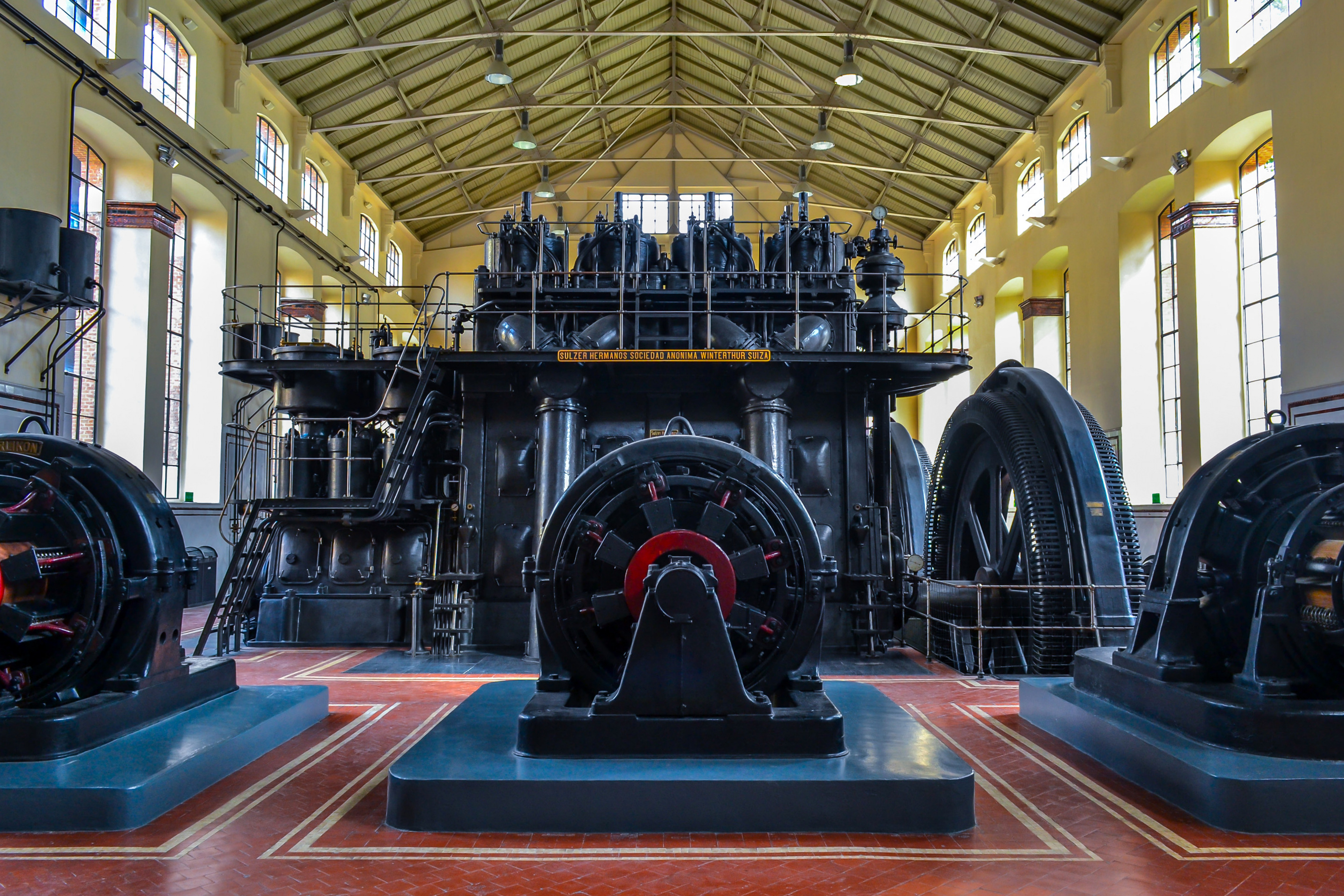
Nave de motores

Tras más de treinta años cerrados, el ayuntamiento de Madrid y Metro de Madrid acordaron transformar la nave de motores de Pacífico y la estación de Chamberí en un Centro de Interpretación del Metro de Madrid. Para ello, firmaron un acuerdo en diciembre de 2005 para que el ayuntamiento se encargara de la rehabilitación de ambos espacios. Tras una inversión de 6,2 millones de euros, las instalaciones fueron inauguradas por el entonces alcalde, Alberto Ruiz-Gallardón en marzo de 2008. Se acordó también que los 800 000 euros anuales necesarios para mantener en funcionamiento Andén 0 serían aportados por el ayuntamiento y por Metro de Madrid.
Entre su inauguración y 2013, Andén 0 tuvo aproximadamente 250.000 visitantes (52.000 en la nave de motores de Pacífico y casi 200.000 en la estación de Chamberí).

## Espacios
- Nave de motores de Pacífico: construida en 1922, alberga la maquinaria original que producía la electricidad para mover los trenes. El autor del proyecto fue Antonio Palacios, arquitecto de la mayor parte del diseño original del metropolitano. Conserva también el edificio de oficinas y la vivienda del director.
- Estación fantasma de Chamberí: una de las estaciones de la primera línea de metro, la cual cesó el servicio en los años 60. Conserva su aspecto original, incluidos los anuncios en porcelana.
- Estación de Chamartín: en esta estación están expuesto de forma permanente algunos de los primeros vagones de metro usados en Madrid, así como ejemplos de épocas posteriores.
- Vestíbulo de Pacífico: un día a la semana se abre al público el antiguo vestíbulo de la estación, el cual conserva su diseño y decoración original
- Caños del Peral: en la estación de Ópera se encuentran los restos musealizados de Fuente de los Caños del Peral, el Acueducto de Amaniel y la Alcantarilla del Arenal, de los siglos XVI y XVII
- Estación Carpetana: en esta estación se descubrieron restos paleontológicos, por lo que cuenta en sus pasillos diferentes vitrinas y paneles explicativos.